# بالومبارا سابينا
بالومبارا سابينا هي بلدة ومدينة في مدينة روما الحضرية بإيطاليا.

## المعالم السياحية الرئيسية
- قلعة Savelli-Torlonia ، التي بناها Ottaviani في القرن الحادي عشر ، وهي فرع من عائلة Crescentii في روما. أُلقي القبض على أنتيبوب إنوسنت الثالث هنا عام 1180. وقد حصل عليها لوكا سافيلي ، ابن شقيق البابا هونوريوس الثالث ، في عام 1250 ، ومن هنا جاء الاسم الحالي. أعيد بناؤها في القرن السادس عشر من قبل ترويلو سافيلي ، الذي كلف صديقه بالداسار بيروزي اللوحات الجدارية التي لا تزال مرئية بالداخل ، بما في ذلك صور لرجال رومانيين مشهورين ورموز للفنون الليبرالية وزخارف رائعه. وهي الآن موطنًا لمكتبة ، ومعرض للتماثيل الرومانية تم العثور عليها بالقرب من بالومبارا في عام 2008 ، ومتحف العلوم الطبيعية.
- دير القديس يوحنا في أرجنتيلا
- كنيسة سانتا ماريا أنونزياتا (القرن الرابع عشر)
- كنيسة القديس بليز (1101) على الطراز الرومانسكي.
- قرية Castiglione المحصنة ، في منتزه Monti Lucretili ، على ارتفاع 750 مترًا (2460 قدمًا).
- دير مار ميخائيل على الطراز الرومانسكي الريفي. تم بناؤه فوق فيلا رومانية ، والتي بقيت آثارها من opus reticulatum.